# Isabel García Muñoz
Isabel García Muñoz (ur. 3 marca 1977 w Saragossie) – hiszpańska polityk, inżynier i samorządowiec, posłanka do Parlamentu Europejskiego IX kadencji.

## Życiorys
Z wykształcenia inżynier telekomunikacji, absolwentka Universidad de Zaragoza. W latach 2005–2015 pracowała w uniwersyteckim centrum badawczym Instituto de Investigación en Ingeniería de Aragón (I3A), gdzie m.in. odpowiadała za laboratorium biomechaniki. Działaczka Hiszpańskiej Socjalistycznej Partii Robotniczej w Aragonii. W 2007 została radną w Muel. Pełniła funkcję zastępczyni alkada, wchodziła też w skład władz comarki Campo de Cariñena. W 2015 wybrana na posłankę do regionalnego parlamentu Aragonii.
W wyborach w 2019 z ramienia PSOE uzyskała mandat eurodeputowanej IX kadencji.